# Турукта
Турукта (рос. Турукта) — селище у Ленському улусі Республіки Сахи Російської Федерації.
Населення становить 202  особи. Орган місцевого самоврядування — Нюйський наслег.

## Географія

### Клімат
| Клімат Турукти            | Клімат Турукти | Клімат Турукти | Клімат Турукти | Клімат Турукти | Клімат Турукти | Клімат Турукти | Клімат Турукти | Клімат Турукти | Клімат Турукти | Клімат Турукти | Клімат Турукти | Клімат Турукти | Клімат Турукти |
| Показник                  | Січ.           | Лют.           | Бер.           | Квіт.          | Трав.          | Черв.          | Лип.           | Серп.          | Вер.           | Жовт.          | Лист.          | Груд.          | Рік            |
| Середній максимум, °C     | −27,5          | −21,7          | −8,3           | 2,5            | 12,5           | 22,0           | 25,0           | 21,4           | 12,2           | −0,5           | −16,4          | −25,3          | 0              |
| Середня температура, °C   | −32,5          | −28,5          | −17,1          | −4,8           | 6,1            | 14,6           | 17,9           | 14,7           | 6,6            | −5,1           | −21,5          | −30,2          | −6             |
| Середній мінімум, °C      | −37,4          | −35,2          | −25,8          | −12            | −0,2           | 7,3            | 10,9           | 8,1            | 1,1            | −9,6           | −26,6          | −35            | −12            |
| Норма опадів, мм          | 15             | 9              | 8              | 12             | 29             | 48             | 55             | 51             | 38             | 23             | 20             | 19             | 327            |
| ------------------------- | -------------- | -------------- | -------------- | -------------- | -------------- | -------------- | -------------- | -------------- | -------------- | -------------- | -------------- | -------------- | -------------- |
| Джерело: climate-data.org |                |                |                |                |                |                |                |                |                |                |                |                |                |

## Історія
Згідно із законом від 30 листопада 2004 року органом місцевого самоврядування є Нюйський наслег.

## Населення
| 2002 | 2010 |
| ---- | ---- |
| 210  | ↘202 |